# アーロン・スタトン

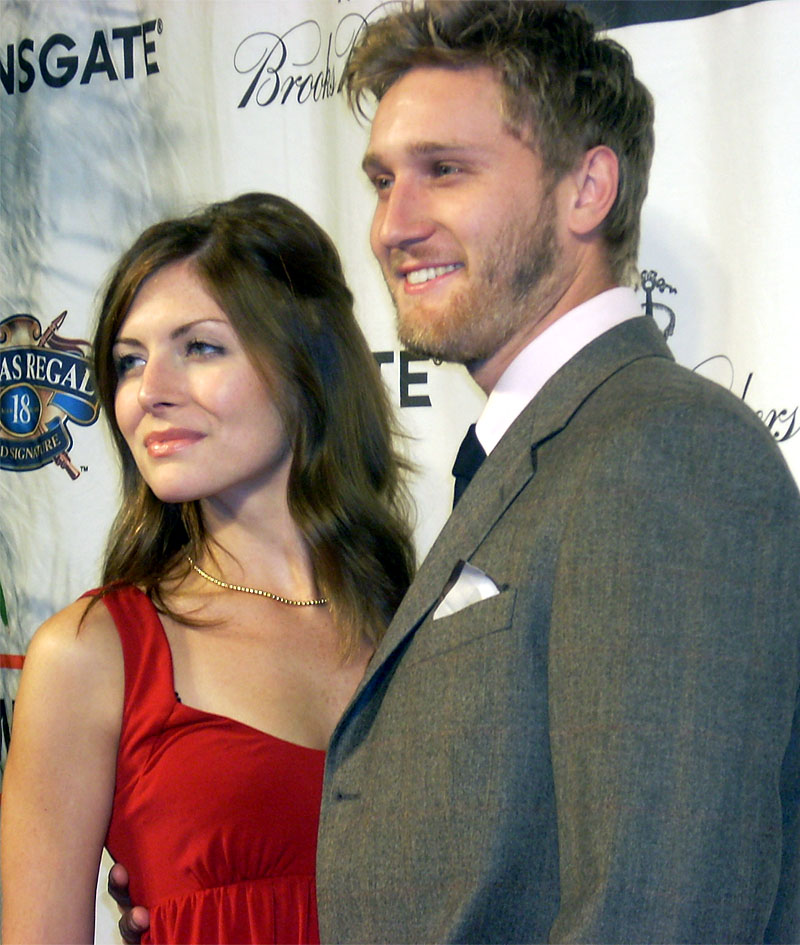
アーロン・スタトン（右）と妻のコニー・フレッチャー（左）

アーロン・スタトン（Aaron Staton、1980年8月10日 - ）は、アメリカ合衆国出身の俳優。AMC制作のドラマ『マッド・メン』でのケン・コスグローヴ役で知られる。ロックスター・ゲームスとチーム・ボンディが開発した推理ゲーム『L.A.ノワール』ではコール・フェルプス役（主演）を務め、英国アカデミー賞ゲーム部門にノミネートされたが、マーク・ハミル主演の『バットマン アーカム・シティ』に敗れた。

## 俳優になるまでの経歴
ハンティントンに生まれ、ジャクソンビルで育った。テリー・ペーカー高校を1998年に卒業し、2004年にカーネギーメロンの演技学校を卒業した。

## 俳優としての経歴
『マッド・メン』キャストとして2008年と2009年に全米映画俳優組合賞キャスト賞を受賞。『LAW & ORDER:性犯罪特捜班』、『7th Heaven』、『WITHOUT A TRACE/FBI 失踪者を追え!』などのドラマへの出演も果たしている。推理ゲーム『L.A.ノワール』では主演でコール・フェルプスを演じ、声サンプリングと表情のモーションキャプチャーを担当した

## 私生活
女優のコニー・フレッチャーと結婚し、べケット、コナー、グレイディーの三子を儲けている。

## 出演作
| 発表年    | タイトル                            | 役名                   | 備考                                                    |
| --------- | ----------------------------------- | ---------------------- | ------------------------------------------------------- |
| 2005      | LAW & ORDER:性犯罪特捜班            | アンディ・ウォール     | エピソード : 『Hooked』                                 |
| 2006      | 7th Heaven                          | ダニエル               | 計3話に出演。                                           |
| 2007      | 奇跡のシンフォニー                  | ニック                 |                                                         |
| 2007      | ワンナイト                          | リロイ                 |                                                         |
| 2007      | ティファニーで子育てを              | ジョン                 |                                                         |
| 2007      | I Believe in America                | ロドニー               |                                                         |
| 2007      | Descent                             | ジェラルドの友達       |                                                         |
| 2007      | WITHOUT A TRACE/FBI 失踪者を追え!   | ヒュー・ドーラン       | エピソード : 『Crash and Burn』                         |
| 2007–2015 | マッドメン (テレビドラマ)           | ケン・コスグローヴ     | レギュラー出演                                          |
| 2008      | Imaginary Bitches                   | ブルース               | エピソード : 『A New Leper in the Colony』              |
| 2010      | Boy Meets Girl                      | 少年                   | 短編映画。脚本も担当。                                  |
| 2011      | グッド・ワイフ                      | トッド・ローダ         | 計2話に出演。                                           |
| 2011      | Lost Revolution                     | ロドニー               |                                                         |
| 2013      | Newsreaders                         | イーサン・レクスワース | エピソード : 『Auto Erotic』                            |
| 2013      | PERSON of INTEREST 犯罪予知ユニット | ヘイデン・プライス     | エピソード : 『The Perfect Mark』                       |
| 2014      | Preservation                        | マイク・ニアリー       |                                                         |
| 2015      | レイ・ドノヴァン ザ・フィクサー     | グレッグ・ドネレン     | リカーリング担当。                                      |
| 2016      | Girlfriends' Guide to Divorce       | JD                     | エピソード : 『Ruler #79: Labels Are For Canned Goods』 |
| 2020-     | マーキュリー・セブン The Right Stuf | ウォルター・シラー     |                                                         |

### ゲーム
| 発表年 | タイトル     | 役名               | 備考                                                       |
| ------ | ------------ | ------------------ | ---------------------------------------------------------- |
| 2011   | L.A.ノワール | コール・フェルプス | NAVGTR主演賞受賞。英国アカデミー賞ゲーム部門にノミネート。 |